# Edward Small
Edward Small (ur. 1 lutego 1891 w Brooklynie, zm. 25 stycznia 1977 w Los Angeles) – amerykański producent filmowy.

## Wybrana filmografia
- 1929: Song of Love
- 1936: Ostatni Mohikanin
- 1949: Czarna magia
- 1955: The Naked Street
- 1963: Diary of a Madman
- 1970: The Christine Jorgensen Story

## Wyróżnienia
Posiada swoją gwiazdę na Hollywoodzkiej Alei Gwiazd.